# Gaizka Ayesa
Gaizka Ayesa Burgui (Ansoáin, Comunidad Foral de Navarra, 2 de abril de 2001) es un futbolista español que juega como guardameta en la A. D. Alcorcón de la Primera Federación.

## Trayectoria
Nacido en Ansoáin, Comunidad Foral de Navarra, llegó a la Real Sociedad en 2013 procedente del Gazte Berriak navarro.
En la temporada 2019-20 disputó cuatro partidos con la Real Sociedad "B" en los que se consiguieron dos triunfos y dos empates, encajando dos goles. La siguiente la empezó como titular del filial y, en febrero, renovó su contrato hasta 2024. Por aquel entonces llevaba un tiempo con el primer equipo por una lesión de Miguel Ángel Moyá.
El 23 de mayo de 2021 logró el ascenso a la Segunda División tras vencer en la eliminatoria definitiva al Algeciras C. F. El 29 de agosto, ante el C. F. Fuenlabrada, dejó la portería a cero en un empate sin goles.
El 9 de julio de 2022, tras haber jugado 21 partidos en su estreno en la categoría de plata del fútbol español, fue cedido al C. D. Numancia durante una temporada.
El 3 de julio de 2024 fichó por la A. D. Alcorcón como agente libre.

## Clubes
| Club                    | País   | Año       | Partidos |
| ----------------------- | ------ | --------- | -------- |
| Real Sociedad "C"       | España | 2019-2020 |          |
| Real Sociedad "B"       | España | 2020-2024 | 65       |
| C. D. Numancia (cedido) | España | 2022-2023 | 28       |
| A. D. Alcorcón          | España | 2024-     |          |